# Marion Deigentesch
Marion Deigentesch, née  le 3 janvier 1995 à Traunstein, est une biathlète allemande.

## Biographie
Après des débuts en ski de fond, elle fait ses débuts en biathlon en 2008. Elle gagne la Coupe d'Allemagne chez les jeunes en 2012.
C'est en 2013, qu'elle obtient sa première sélection internationale en biathlon lors des Championnats du monde des moins de 19 ans à Obertilliach, où elle prend la médaille de bronze sur la poursuite, puis remporte la médaille d'or au Festival olympique de la jeunesse européenne sur l'individuel. Ses prochaines compétitions sont moins fructueuses en résultats, jusqu'en 2016, où elle est quatrième aux Championnats d'Europe junior.
Deigentesch prend part à l'IBU Cup lors de la saison 2016-2017, obtenant une sixième place en individuel et une victoire en relais mixte à Otepää notamment.
En décembre 2019, elle court sa première manche dans la Coupe du monde au Grand-Bornand, où elle est 49e, puis 46e.
Aux Championnats d'Europe 2021, elle remporte la médaille d'argent sur le relais mixte. Elle revient aussi en Coupe du monde en janvier 2021 à Antholz, où elle prend la onzième place sur l'individuel et se qualifie pour la mass start, terminant 19e.
Après son mariage, elle court sous le nom Marion Wiesensarter.
Elle arrête sa carrière après la saison 2024-2025.

## Palmarès

### Coupe du monde
- Meilleur résultat individuel : 11e.

### Championnats d'Europe
- Médaille d'argent du relais mixte en 2021 à Duszniki-Zdrój.

### Championnats du monde jeunesse
- Médaille de bronze à la poursuite en 2013.

### Festival de la jeunesse européenne
- Médaille d'or de l'individuel en 2013 à Braşov.
- Médaille d'argent au relais mixte en 2013.